# Bryonuncia
Bryonuncia is een geslacht van hooiwagens uit de familie Triaenonychidae.
De wetenschappelijke naam Bryonuncia is voor het eerst geldig gepubliceerd door Hickman in 1958. 

## Soorten
Bryonuncia is monotypisch en omvat slechts de volgende soort:
- Bryonuncia distincta